# Hipparcos
Hipparcos [hɪ’pɑ:kɔs] (акроним от High Precision Parallax Collecting Satellite — «высокоточный спутник для сбора параллаксов»; название созвучно с именем древнегреческого астронома Гиппарха (др.-греч. Ιππαρχος), составителя первого в Европе звёздного каталога; код обсерватории «248») — космический телескоп Европейского космического агентства (ЕКА), предназначенный для астрометрических задач: измерения координат, расстояний и собственных движений светил.
Спутник был запущен в 1989 году и за 37 месяцев работы собрал информацию более чем о миллионе звёзд. Точность измерений для основного эксперимента (более 100 тыс. звёзд) составила 1 миллисекунду дуги. Hipparcos — первый и, на 2014 год, единственный завершивший свою работу космический астрометрический проект. Успех программы позволил увеличить точность астрометрических измерений на порядок и тем самым совершить весьма значительный прорыв в астрономии.

## История проектирования
Идея высокоточного измерения параллаксов с борта искусственного спутника была предложена ещё в 1966 году французским астрономом П. Лакрутом. Тогда подобное предложение делалось со значительным упреждением в расчёте на развитие технологий, однако, членами научного совета Европейского космического агентства была проделана работа по его детальному рассмотрению, предвычислению результатов и дополнению проекта деталями, и в 1980 году ЕКА приступило к работе над непосредственной реализацией. В процессе разработки проекта дополнительно ввели эксперимент Tycho (названный так в честь датского астронома Тихо Браге). Суть эксперимента заключалась в использовании ранее введенного устройства отождествления звёзд (англ. star-mapper) для научных целей (первоначально оно использовалось только для определения ориентации спутника в пространстве).

## Сведения об аппарате
Запуск спутника HIPPARCOS состоялся 8 августа 1989 года с космодрома Куру (Французская Гвиана). Спутник был выведен на орбиту ракетой носителем «Ариан» («Ariane-4.44LP / Н10, v.33»). На этом этапе возникли неполадки. Из-за отказа одного из двигателей спутник получилось вывести не на запланированную геостационарную, а на эллиптическую орбиту. Параметры получившейся орбиты оказались следующими: наклон — 7°, период обращения — 640 минут; высота перигея и апогея — 500 км и 36 500 км, соответственно; эксцентриситет — 0,7 вместо полагающегося геостационарной орбите эксцентриситета, близкого к нулю. Кроме того, спутник получил нежелательный вращательный момент, который пришлось корректировать в течение первых недель полёта. Эксперимент не был прекращён, так как осуществлять наблюдения оказалось возможно и в получившихся условиях. Однако вывод на орбиту, отличную от запланированной, привёл к систематическому пересечению спутником зоны радиационных поясов Земли, что не давало в эти моменты возможности производить наблюдения, из-за высокой амплитуды фотонного шума, — в результате чего потерялось 30—35 % имевшегося наблюдательного времени. Кроме того, частое пересечение радиационных поясов ускорило деградацию некоторых компонентов спутника и измерительной аппаратуры, что привело в 1992 году к приостановке на три месяца, а в марте 1993 года — к досрочному прекращению эксперимента.
Оптическая система представляла собой катадиоптрический телескоп системы Шмидта. Перед объективом стояло два плоских зеркала, сводивших в одно поле зрения две площадки на небе, отстоящие друг от друга на 58°.
Параметры:
- диаметр апертуры: 290 мм;
- фокусное расстояние: 1400 мм;
- масса аппарата: 500 кг;
- максимальная точность: 0,001″.

Спутником было выполнено свыше 3 млн наблюдений 118 324 звёзд, включённых в основную программу (это почти все звёзды до 9m), и несколько десятков миллионов наблюдений примерно 1 млн звёзд с помощью вспомогательной аппаратуры (вначале планировалось включить 100 тыс. звёзд по основной программе, но потом её минимум увеличили).
В процессе эксперимента было открыто свыше 8000 переменных и около 3000 двойных звёзд.

## Каталоги
Обработка наблюдений продолжалась до 1997 года и проводилась независимо двумя международными консорциумами — «северным» (страны Скандинавии и северной Европы) и «южным» (Франция, Италия и др.). Также принимали некоторое участие астрономы России. Эти консорциумы работали независимо, только их окончательные результаты были сравнены и объединены. В итоге, в 1997 году состоялась публикация Европейским космическим агентством звёздного каталога Hipparcos, одноимённого с проектом, и ещё одного каталога, Tycho (по результатам эксперимента Tycho). Каталоги были выпущены в печатном и электронном виде. Печатная версия содержала 16 томов: непосредственно каталог Hipparcos и документацию, описывающую содержание обоих каталогов, характеристики спутника, алгоритмы обработки данных. Электронная версия находилась на шести компакт-дисках, собранных в виде 17-го тома.
Для звёзд каталога Hipparcos приводятся следующие астрометрические параметры:
- положения (точные координаты — два параметра);
- собственные движения;
- параллаксы;
- звёздные величины в фотометрических системах B и V.

Пять астрометрических параметров (кроме лучевой скорости) определялись решением системы линеаризованных уравнений в частных производных методом наименьших квадратов.

### Основные характеристики каталогов Hipparcos и Tycho
| Каталог                       | Hipparcos      | Tycho         |
| ----------------------------- | -------------- | ------------- |
| Система каталога              | ICRS           | ICRS          |
| Средняя эпоха наблюдений      | 1991,25        | 1991,25       |
| Число звёзд                   | 118 218        | 1 058 332     |
| Предельная звёздная величина  | 8m             | 11,5m         |
| Точность положений            | ≈ 0.001″       | 0,007″—0,025″ |
| Точность собственных движений | ≈ 0,001″ в год | —             |
| Точность параллаксов          | ≈ 0,001″       | —             |
| Средняя точность фотометрии   | ≈ 0,002m       | 0,06m—0,1m    |

### Каталог Hipparcos
До эксперимента точность была оценена как 2 миллисекунды дуги, реально полученная оказалась лучше — 1 миллисекунда дуги для большинства звёзд.
Точность измерения параллаксов каталога позволила значительно уточнить представления о расстояниях до звёзд. По результатам космического эксперимента, для 20 000 звёзд расстояния стали известны с точностью не хуже 10 %, а для 49 000 звёзд — не хуже 20 %. Вскоре после публикации результатов Международный астрономический союз рекомендовал использовать каталог Hipparcos как первичную реализацию Международной небесной системы координат (ICRS) в оптическом диапазоне.
Связь с опорной системой координат в радиодиапазоне — ICRF — осуществлялась через:
- РСДБ-наблюдения радиозвёзд вблизи квазаров;
- наблюдения радиозвёзд с телескопом VLA;
- измерения угловых расстояний от звёзд Hipparcos’а до внегалактических источников на космическом телескопе «Хаббл» в оптическом диапазоне;
- фотографические и ПЗС-наблюдения квазаров;
- фотографические обзоры.

Авторы каталога Hipparcos указывают следующие оценки точности совпадения системы ICRF и системы каталога:
- рассогласование между системами по направлению осей может составлять 0,6 миллисекунд дуги;
- вращение одной системы координат относительно другой может составлять около 0,25 миллисекунд дуги в год[3].

Впоследствии из числа объектов каталога, определяющих опорную систему, было рекомендовано исключить двойные звёзды, некоторые переменные звёзды, и те, относительно которых имеются сомнения в точности данных. Соответствующая опорная система координат получила название HCRF.

### Каталог Tycho-2
Ещё одним результатом является каталог Tycho-2. В отличие от каталогов Hipparcos и Tycho, он базируется не только на результатах наблюдений спутника. При его создании использовано множество наземных наблюдений для уточнения собственных движений. Содержит около 2,5 млн звёзд, для которых приводятся положения, собственные движения, звёздные величины в системах, близких к стандартным системам B и V, а также другие сведения. Точность положений для звёзд 9 величины — около 0,05 секунд дуги, собственных движений — 0,002—0,003 секунд дуги в год. Каталог был опубликован в 2000 году и заменил собой каталог Tycho.

### Сравнительная характеристика каталогов
Каталог Hipparcos не имеет аналогов для применения в практических задачах, требующих высокой астрометрической и фотометрической точности при работе с большими полями зрения и в сходном с каталогом динамическом диапазоне звёздных величин (9m—11m). Он не становится полностью универсален ввиду наличия в современной астрономии большого количества практических задач, в которых используются малые поля зрения (порядка угловых минут) и диапазоны звёздных величин от 14m до 23m. Каталог Tycho-2 подходит уже для значительно большего количества задач, чем Hipparcos, но имеет меньшую точность.
На основе каталогов Hipparcos и Tycho-2 был подготовлен ряд атласов, в частности звёздный атлас «Миллениум» и вторая редакция «Уранометрии 2000.0».

## Результаты миссии
Кратко результаты миссии HIPPARCOS можно охарактеризовать следующим образом:
- определены пять астрометрических параметров (в частности, параллаксы) 118 324 звёзд с точностью, превосходящей точность наземных наблюдений в 100 раз;
- определены положения (два астрометрических параметра) для 1 млн звёзд, с точностью, превосходящей точность наземных наблюдений в 5—10 раз;
- определены фотометрические данные (звёздные величины в двух цветах) для 1 млн звёзд. Точность этих данных хотя и уступает точности лучших наземных наблюдений, но данные представлены в однородной фотометрической системе, что иногда бывает более важно. Однородность фотометрии для такого количества звёзд достигнута впервые в истории астрономии;
- открыто свыше 8000 переменных и около 3000 двойных звёзд;
- создан новый фундаментальный каталог, а также два других дополнительных каталога, удовлетворяющих множеству задач астрономии значительно лучше каталогов, полностью базирующихся на наземных наблюдениях.

Некоторые из этих результатов являются не только более точными, но и принципиально новыми (например, параллаксы являются абсолютными, а не относительными, как при наземных наблюдениях).
Важность этих результатов для астрометрии и астрономии привела к оценке данного эксперимента как значительной вехе в истории астрономии, о чём свидетельствует в том числе появление в специальной литературе термина «постгиппарковская эпоха» (англ. post-Hipparcos era).
Обработка наблюдений спутника продолжалась и после опубликования основного результата в 1997 году. По данным библиографической системы NASA Astronomical Data Service, до запуска спутника опубликовано несколько сотен статей, содержащих обсуждение проекта (программу наблюдений, различные математические модели с целью оптимизации параметров аппарата, расчет ожидаемой точности). В настоящий момент в ADS (в разделе астрономии) выложено около 2000 публикаций со словом «Hipparcos» в названиях, и около 5000 — со словом «Hipparcos» в резюме.
Влияние эксперимента Hipparcos на развитие астрометрии заключается в следующем:
- большое число важных научных результатов, о чём свидетельствует число опубликованных статей;
- демонстрация того, что очень дорогостоящий (более 700 млн долларов), но хорошо спланированный эксперимент может показать результаты, дающие начало новой эпохи в науке, в данном случае в астрономии;
- более интенсивная разработка новых проектов, с намерениями добиться увеличения точности ещё в 10—100 раз, и увеличение числа измеренных объектов до 40 млн — 1 млрд.